# アルナスライン
アルナスライン（欧字名:Al Nasrain、2004年2月14日 - ）は、日本の競走馬。主な勝ち鞍に2009年の日経賞。
馬名の意味は、古代アラビア語で「二羽の鷲」。

## 戦績

### 2歳・3歳時代
2006年6月25日に京都競馬場でデビューし、新馬戦は11着に敗れる。その後、未勝利戦を勝ち、4戦目で500万下特別を勝ち上がり。
2007年、5戦目で重賞京成杯に挑戦して3着に入る。6戦目のすみれステークスでベッラレイア（3着）に勝ち、オープン入りするも、左前膝の骨折が判明して7ヶ月の休養を強いられる。秋に復帰して、復帰戦は古馬初挑戦の京都大賞典となり、3着と好走する。そして中1週で菊花賞に挑戦し、アサクサキングスの2着に入る。その後は体調が整わず、翌年まで休養することになる。

### 古馬時代
2008年の春には復帰してメトロポリタンステークスを6馬身差で圧勝。続く目黒記念はホクトスルタンの2着に入り、その後宝塚記念に出走。3番人気に支持されたが10着に敗れた。秋は京都大賞典から始動。重賞未勝利馬ながら1番人気に推されたが、5着に敗れた。続くアルゼンチン共和国杯でも1番人気に支持されたがトップハンデの58kgの影響もあってか直線伸びきれず3着に敗れた。その後、ジャパンカップへ出走を予定していたが、重賞勝利馬か、過去1年のGIで3着以内に入っていなければ出走できないため直前になって回避した。次走の有馬記念はオリビエ・ペリエとのコンビで出走したが、6着に敗れた。
2009年はアメリカジョッキークラブカップから始動。鞍上に武豊を迎え、3番人気に支持されるが、6着と敗れた。その後、3月28日の日経賞では蛯名正義とのコンビで出走。好位から抜け出して快勝し、念願の重賞初制覇を果たした。
さらに本番の天皇賞（春）に出走。日経賞の勝ち馬ながら重賞2連勝中のアサクサキングス、前年のジャパンカップ覇者スクリーンヒーロー、ダイヤモンドステークスを完勝したモンテクリスエスに次ぐ4番人気にとどまる。レースは中団7-8番手に控え、直線に入るとよく伸びたものの、先に内から抜け出したマイネルキッツを捉えきれずに2着に敗れた。しかし、前述の3頭にはいずれも先着した。続く6月28日の宝塚記念では中団からレースを進めたが、最後の直線で伸び切れず6着に終わった。
2010年の緒戦は5月30日の目黒記念。道中3番手追走も直線で伸び切れず5着に敗れた。その後はノーザンファーム空港牧場で休養していたが、左前脚の屈腱炎を発症していることが判明。7月8日付でJRA競走馬登録を抹消され、現役を引退した。引退後は乗馬となり、北海道苫小牧市のノーザンホースパークを経て、2012年4月に慶應義塾体育会馬術部に移り練習馬「慶凛」となった。その後、羽曳野市の乗馬クラブ「クレイン大阪」に移っている。

## 競走成績
| 年月日 | 年月日 | 年月日 | 競馬場 | 競走名          | 格      | 頭数 | 枠番 | 馬番 | オッズ （人気） | オッズ （人気） | 着順 | 騎手     | 斤量 | 距離（馬場）  | タイム （上り3F） | タイム 差 | 勝ち馬/（2着馬）       |
| 2006   | 6.     | 25     | 京都   | 2歳新馬         |         | 18   | 7    | 15   | 14.0            | （9人）         | 11着 | 横山典弘 | 54   | 芝1400m（良） | 1:25.5（36.9）    | 2.6       | ブレイブボーイ         |
|        | 11.    | 11     | 福島   | 2歳未勝利       |         | 14   | 4    | 6    | 27.6            | （9人）         | 01着 | 柴山雄一 | 55   | 芝1800m（良） | 1:51.2（36.1）    | -0.4      | （バンブーソクラテス） |
|        | 12.    | 9      | 阪神   | エリカ賞        | 500万下 | 12   | 5    | 5    | 35.1            | （6人）         | 07着 | 小牧太   | 55   | 芝2000m（良） | 2:02.9（34.7）    | 0.8       | ダノンジュンコウ       |
|        | 12.    | 23     | 中京   | 樅の木賞        | 500万下 | 14   | 4    | 6    | 16.8            | （7人）         | 01着 | 松田大作 | 55   | ダ1700m（良） | 1:47.2（38.4）    | -0.5      | （ディアーウィッシュ） |
| 2007   | 1.     | 14     | 中山   | 京成杯          | JpnIII  | 12   | 2    | 2    | 35.6            | （9人）         | 03着 | 柴山雄一 | 56   | 芝2000m（良） | 2:02.2（35.3）    | 0.4       | サンツェッペリン       |
|        | 2.     | 25     | 阪神   | すみれS         | OP      | 9    | 3    | 3    | 14.7            | （6人）         | 01着 | 柴山雄一 | 56   | 芝2200m（良） | 2:15.0（36.8）    | 0.0       | （フィニステール）     |
|        | 10.    | 7      | 京都   | 京都大賞典      | GII     | 15   | 5    | 5    | 25.9            | （6人）         | 03着 | 和田竜二 | 54   | 芝2400m（良） | 2:25.1（35.1）    | 0.3       | インティライミ         |
|        | 10.    | 21     | 京都   | 菊花賞          | JpnI    | 18   | 6    | 12   | 11.4            | （6人）         | 02着 | 和田竜二 | 57   | 芝3000m（良） | 3:05.1（35.5）    | 0.0       | アサクサキングス       |
| 2008   | 4.     | 26     | 東京   | メトロポリタンS | OP      | 15   | 7    | 12   | 03.6            | （1人）         | 01着 | 和田竜二 | 57.5 | 芝2400m（良） | 2:23.5（34.5）    | -1.0      | （ヒカリシャトル）     |
|        | 6.     | 1      | 東京   | 目黒記念        | JpnII   | 18   | 8    | 17   | 02.0            | （1人）         | 02着 | 和田竜二 | 58   | 芝2500m（良） | 2:32.0（35.8）    | 0.0       | ホクトスルタン         |
|        | 6.     | 29     | 阪神   | 宝塚記念        | GI      | 14   | 3    | 4    | 07.7            | （3人）         | 10着 | 和田竜二 | 58   | 芝2200m（重） | 2:16.7（38.3）    | 1.4       | エイシンデピュティ     |
|        | 10.    | 12     | 京都   | 京都大賞典      | GII     | 10   | 4    | 4    | 02.0            | （1人）         | 05着 | 和田竜二 | 57   | 芝2400m（良） | 2:27.1（34.0）    | 0.2       | トーホウアラン         |
|        | 11.    | 9      | 東京   | AR共和国杯      | JpnII   | 16   | 5    | 10   | 02.4            | （1人）         | 03着 | 内田博幸 | 58   | 芝2500m（良） | 2:31.0（33.6）    | 0.2       | スクリーンヒーロー     |
|        | 12.    | 28     | 中山   | 有馬記念        | GI      | 14   | 5    | 7    | 18.3            | （5人）         | 06着 | O.ペリエ | 57   | 芝2500m（良） | 2:32.2（36.4）    | 0.7       | ダイワスカーレット     |
| 2009   | 1.     | 25     | 中山   | AJCC            | GII     | 14   | 5    | 7    | 05.1            | （3人）         | 06着 | 武豊     | 57   | 芝2200m（良） | 2:14.5（35.8）    | 0.6       | ネヴァブション         |
|        | 3.     | 28     | 中山   | 日経賞          | GII     | 14   | 1    | 1    | 06.7            | （4人）         | 01着 | 蛯名正義 | 57   | 芝2500m（良） | 2:31.2（34.9）    | -0.1      | （マイネルキッツ）     |
|        | 5.     | 3      | 京都   | 天皇賞（春）    | GI      | 18   | 2    | 4    | 07.5            | （4人）         | 02着 | 蛯名正義 | 58   | 芝3200m（良） | 3:14.4（34.8）    | 0.0       | マイネルキッツ         |
|        | 6.     | 28     | 阪神   | 宝塚記念        | GI      | 14   | 5    | 7    | 09.6            | （4人）         | 06着 | 蛯名正義 | 58   | 芝2200m（良） | 2:11.8（35.0）    | 0.5       | ドリームジャーニー     |
| 2010   | 5.     | 30     | 東京   | 目黒記念        | GII     | 12   | 2    | 2    | 04.3            | （2人）         | 05着 | 蛯名正義 | 58   | 芝2500m（良） | 2:35.1（33.9）    | 0.3       | コパノジングー         |

## 血統表
| アルナスラインの血統            | アルナスラインの血統                                                        | アルナスラインの血統                                                        | （血統表の出典）                                                            | （血統表の出典） |
| 父 アドマイヤベガ 1996 鹿毛     | 父の父*サンデーサイレンス Sunday Silence 1986 青鹿毛                        | Halo                                                                        | Hail to Reason                                                              | Hail to Reason   |
| 父 アドマイヤベガ 1996 鹿毛     | 父の父*サンデーサイレンス Sunday Silence 1986 青鹿毛                        | Halo                                                                        | Cosmah                                                                      |                  |
| 父 アドマイヤベガ 1996 鹿毛     | 父の父*サンデーサイレンス Sunday Silence 1986 青鹿毛                        | Wishing Well                                                                | Understanding                                                               | Understanding    |
| 父 アドマイヤベガ 1996 鹿毛     | 父の父*サンデーサイレンス Sunday Silence 1986 青鹿毛                        | Wishing Well                                                                | Mountain Flower                                                             |                  |
| 父 アドマイヤベガ 1996 鹿毛     | 父の母ベガ 1990 鹿毛                                                        | *トニービン                                                                 | *カンパラ                                                                   | *カンパラ        |
| 父 アドマイヤベガ 1996 鹿毛     | 父の母ベガ 1990 鹿毛                                                        | *トニービン                                                                 | Severn Bridge                                                               |                  |
| 父 アドマイヤベガ 1996 鹿毛     | 父の母ベガ 1990 鹿毛                                                        | *アンティックヴァリュー                                                     | Northern Dancer                                                             | Northern Dancer  |
| 父 アドマイヤベガ 1996 鹿毛     | 父の母ベガ 1990 鹿毛                                                        | *アンティックヴァリュー                                                     | Moonscape                                                                   |                  |
| 母 *エラティス Elatis 1990 栗毛 | 母の父El Gran Senor 1981 鹿毛                                               | Northern Dancer                                                             | Nearctic                                                                    | Nearctic         |
| 母 *エラティス Elatis 1990 栗毛 | 母の父El Gran Senor 1981 鹿毛                                               | Northern Dancer                                                             | Natalma                                                                     |                  |
| 母 *エラティス Elatis 1990 栗毛 | 母の父El Gran Senor 1981 鹿毛                                               | Sex Appeal                                                                  | Buckpasser                                                                  | Buckpasser       |
| 母 *エラティス Elatis 1990 栗毛 | 母の父El Gran Senor 1981 鹿毛                                               | Sex Appeal                                                                  | Best in Show                                                                |                  |
| 母 *エラティス Elatis 1990 栗毛 | 母の母Summer Review 1979 鹿毛                                               | Graustark                                                                   | Ribot                                                                       | Ribot            |
| 母 *エラティス Elatis 1990 栗毛 | 母の母Summer Review 1979 鹿毛                                               | Graustark                                                                   | Tenerani                                                                    |                  |
| 母 *エラティス Elatis 1990 栗毛 | 母の母Summer Review 1979 鹿毛                                               | Raise a Baby                                                                | Raise a Native                                                              | Raise a Native   |
| 母 *エラティス Elatis 1990 栗毛 | 母の母Summer Review 1979 鹿毛                                               | Raise a Baby                                                                | Bambola                                                                     |                  |
| 母系(F-No.)                     | (FN:9-c)                                                                    | (FN:9-c)                                                                    | (FN:9-c)                                                                    | [ § 2 ]          |
| 5代内の近親交配                 | Northern Dancer 4×3、Almahmoud 5×5、Tom Fool 5×5、Native Dancer 5･5（母内） | Northern Dancer 4×3、Almahmoud 5×5、Tom Fool 5×5、Native Dancer 5･5（母内） | Northern Dancer 4×3、Almahmoud 5×5、Tom Fool 5×5、Native Dancer 5･5（母内） | [ § 3 ]          |
| 出典                            | 1. 2. 3.                                                                    | 1. 2. 3.                                                                    | 1. 2. 3.                                                                    | 1. 2. 3.         |

- 半姉に2001年ファンタジーステークス2着のツルマルグラマー（父フジキセキ）、その孫に2018年有馬記念など重賞5勝のブラストワンピース。